# Gorodets (oblast Nizjni Novgorod)
Gorodets is een stad in de oblast Nizjni Novgorod in Rusland. Het is het administratieve centrum van het district Gorodetski, met de stad Gorodets met de status van stedelijke nederzetting als enige nederzetting.

## Geografie
De stad ligt op de linkeroever van de Wolga aan het stuwmeer van Gorki, 53 km stroomopwaarts van Nizjni Novgorod en 14 km ten noordoosten van het treinstation Zavolzje, het eindpunt van de geëlektrificeerde lijn van Nizjni Novgorod en de waterkrachtcentrale van Nizjni Novgorod.
De gemiddelde temperatuur in januari is -12,4°С, in juli +18,6°С

## Geschiedenis

### Middeleeuwen

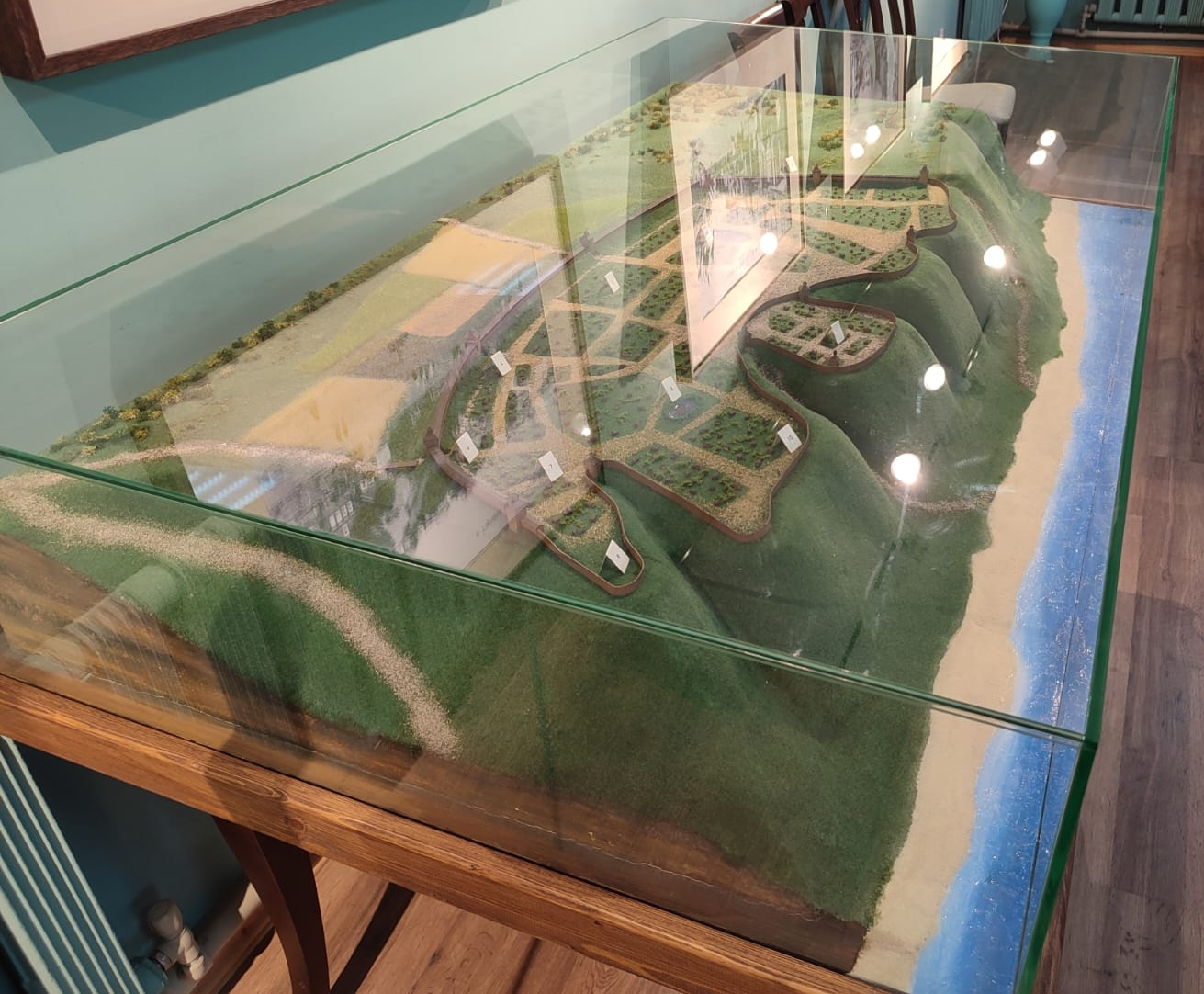
"Gorodets in de 12e-14e eeuw", maquette van Jelena Tsvetkova, Gorodetsk Museum voor lokale geschiedenis

Gorodets was een van de oudste Russische steden aan de Midden-Wolga, ontstaan in de tweede helft van de 12e eeuw in het gebied van de Mari als een fort om de grenzen van het vorstendom Vladimir te beschermen tegen aanvallen van de Wolga-Bulgaren.
In de populaire en lokale literatuur bestaat een wijdverspreide legende over de stichting van Gorodets in 1152 door Joeri Dolgoroeki, die ook werd overgenomen door een aantal officiële publicaties. De meeste wetenschappers plaatsen de stichting van de stad echter tijdens het bewind van Andrej Bogoljoebski.
De geschiedenis van Gorodets gaat terug tot 1171, toen het werd genoemd in de Laurentiuskroniek in verband met de veldtocht van vorst Mstislav Andrejevitsj tegen Wolga-Bulgarije. Ook archeologische opgravingen plaatsen het ontstaan van de stad in de tweede helft van de 12e eeuw. De Russische legers vielen op weg naar de rijke Bulgaarse steden meer dan eens de dorpen van de Mari aan. In de winter van 1171/72 vernietigde het leger van Boris Zjidislavitsj een grote versterkte en zes kleine nederzettingen nabij de monding van de Oka. Tot in de 16e eeuw leefde de Mari-bevolking hier nog samen met de Mordwienen.
Rond dezelfde tijd werd voor het eerst het Russische fort Gorodets Radilov genoemd, dat iets hoger was gebouwd dan de monding van de Oka op de linkeroever van de Wolga in het land van de Mari. Volgens Vladimir Koetsjkin werd Gorodets Radilov een bolwerk van Noordoost-Roes aan de Midden-Wolga, en het centrum van de Russische kolonisatie van de regio. De stad werd een aantrekkelijk centrum voor de omringende Mari-bevolking, en later vormden de Mari en hun gerussificeerde nakomelingen het grootste deel van de stadsbevolking.
In februari 1238 werd de stad platgebrand door de troepen van Batu Khan, maar ze herstelde zich snel en was tussen 1263 en 1282 was het de hoofdstad van het vorstendom Gorodets. Op 14 november 1263 stierf de grootvorst van Vladimir, Alexander Nevski, op weg van de Gouden Horde naar Gorodets. Volgens de kerktraditie legde hij aan de vooravond van zijn dood kloostergeloften af in het Fjodorovski-klooster, onder de naam schimonach Alexis.
Na de dood van Alexander Nevski ontving zijn derde zoon Andrej Aleksandrovitsj het vorstendom Gorodets als erfenis en regeerde het tot aan zijn dood. Vorst Andrej was de initiator van een burgeroorlog in Vladimir-Soezdal in de jaren 1280-1290. De laatste tien jaar van zijn leven bekleedde hij de troon in Vladimir. Hij stierf op 27 juli 1304 en werd begraven in de kerk van de aartsengel Michaël in Gorodets (niet bewaard gebleven).
In de 2e helft van de 14e eeuw maakte de stad deel uit van het grootvorstendom Nizjni Novgorod-Soezdal (gesticht in 1341) en was het het centrum van een deelvorstdom. Een prominente rol in het politieke leven van de regio in die tijd werd gespeeld door de Gorodetse vorst Boris Konstantinovitsj uit de dynastie van de grootvorsten van Soezdal-Nizjni Novgorod.
Gorodets was de geboorteplaats van de beroemde iconenschilder Prochor van Gorodets de oudere, leermeester van Andrej Roebljov.
In december 1408 werd de stad afgebrand door Edigu, waarna het van de politieke kaart van Rusland verdween, en lange tijd Poestoj (lege) Gorodets genoemd werd.
Rond 1469 bezocht Afanasi Nikitin de stad.

### Nieuwe tijd

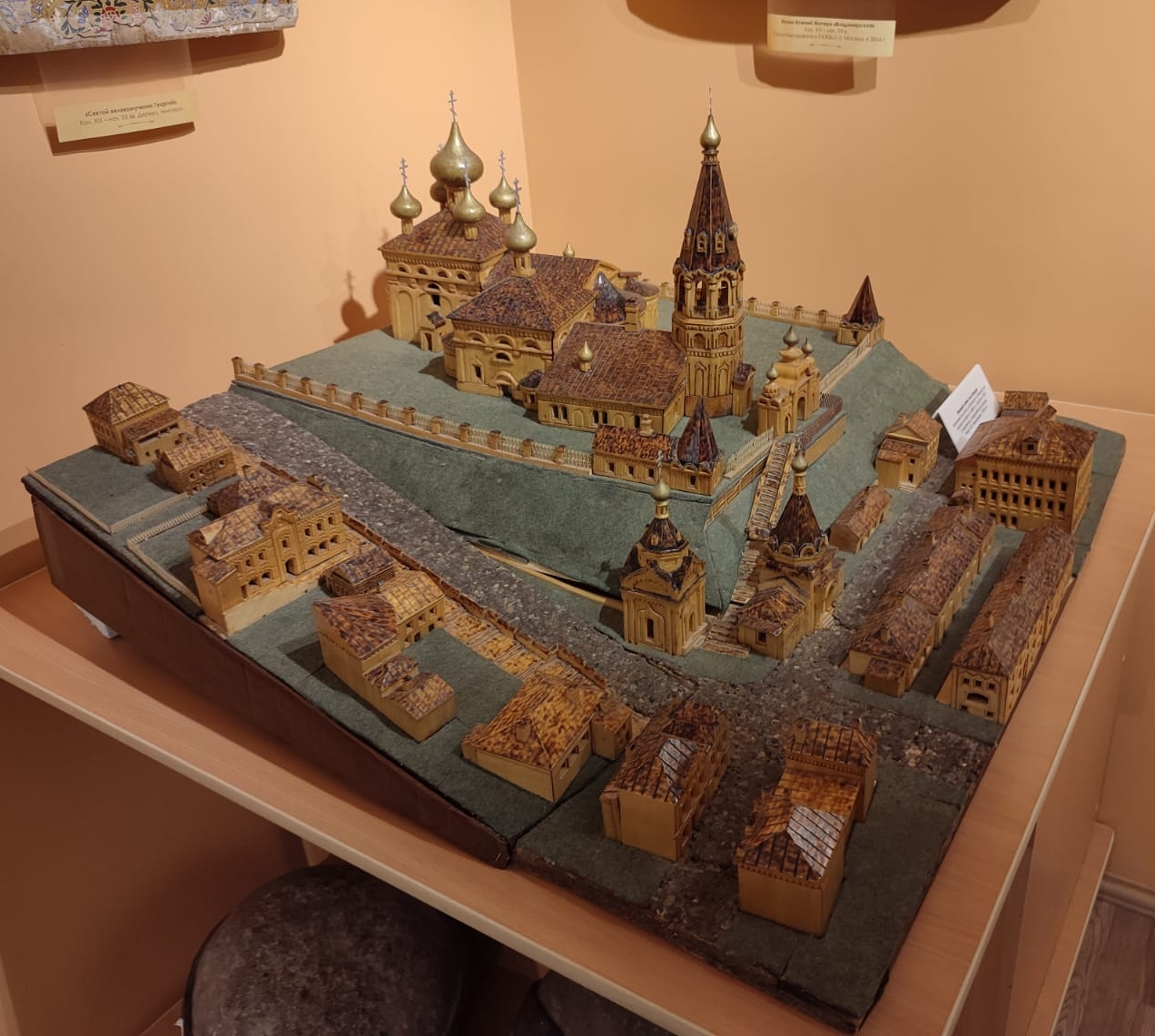
Het centrale deel van de nederzeting Gorodets, het ensemble van de Drievuldigheid- en Nikolski-kerken; maquette van V. N. Nikiforov, Gorodets Museum voor lokale geschiedenis

In 1565, nadat tsaar Ivan IV de Russische staat verdeelde in opritsjnina en zemsjtsjina, werd de stad een deel van de laatste.
Na 1700 veranderde de Wolga van koers en trok weg van het centrum van Gorodets. Het verscheen eind 16e en begin 17e eeuw weer als een ambachtsdorp. Gorodets was een volost-dorp van de oejezd Joerjevets, daarna van de oejezd Balachna.
Sinds het einde van de 18e eeuw stond het bekend als centrum voor de scheepsbouw, de graanhandel, het bakken van prjaniki (een soort peperkoek), als verkooppunt voor handwerk van hout (houten tafelwaren, spinnewielen, enz.). Volgens tijdgenoten deed de zaterdagmarkt in Gorodets in de winter niet onder voor veel jaarmarkten, en omvatte met haar bereik verschillende nabijgelegen provincies van de oejezden Nizjni Novgorod, Vladimir en Kostroma.
De tweede helft van de 19e en het begin van de 20e eeuw waren de hoogtijdagen van Gorodets. Gorodets bleef een volost-dorp maar verwierf de kenmerken van een rijke handelsstad. Er waren twee ijzergieterijen en machinefabrieken, scheepswerven voor de bouw van binnenvaartschepen in Zaton en Nizjnjaja Sloboda, een stoommolen, leer- en houtzagerijen en prjaniki-fabrieken. Een weeshuis, openbare scholen, gymzalen voor mannen en vrouwen, een club voor alle klassen (met een auditorium voor het theater en een bibliotheek), een vrijwillige brandweer, een soberheidsvereniging en nog veel meer werden in Gorodets opgericht met het geld van liefdadigheidsinstellingen en kooplieden.
In die tijd was Gorodets een belangrijk handelscentrum (in 1890 kwamen er 2.258.000 poed goederen aan langs de Wolga, 525.000 poed werden verzonden), en het belangrijkste handelsobject was brood. Er waren drie Orthodoxe kerken in het dorp, evenals een Oud-Gelovigen-kapel (Gorodets was één van de belangrijkste centra van de Priesterlijke oudgelovigen).

### Nieuwste tijd

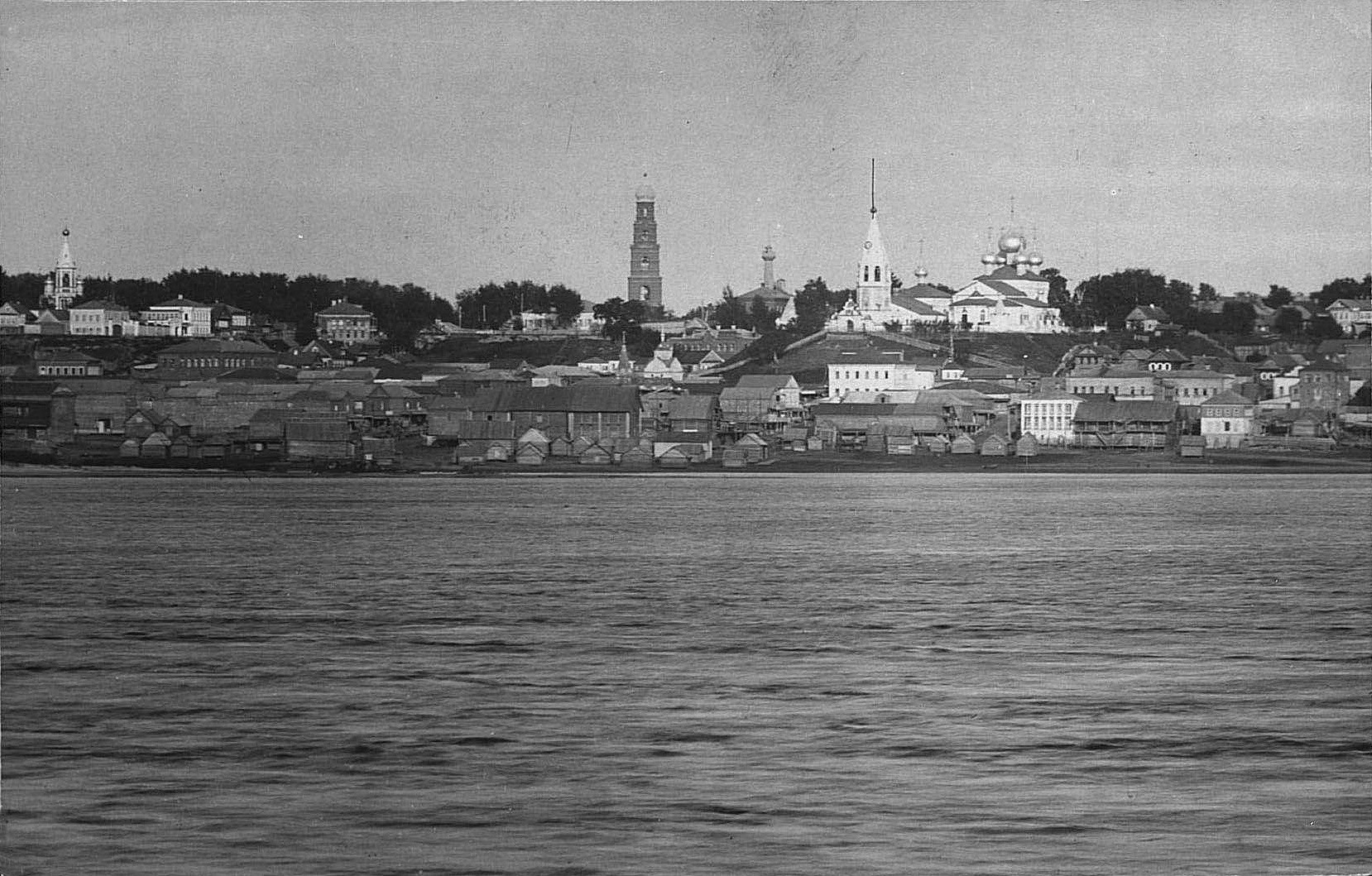
Gorodets in de jaren 1900, zicht vanaf de Wolga

In 1921 werd het centrum van het district Balachna verplaatst naar Gorodets en werd het omgedoopt tot Gorodetski. In 1922 kreeg het de status van provinciestad, maar de socialistische hervormingen braken zijn vroegere economische structuur. Het Eerste Vijfjarenplan veranderden het uiterlijk van Gorodets niet significant. Door het gebrek aan terreinen voor grote industriële ondernemingen en de spoorverbinding met Gorki (Nizjni Novgorod) ontwikkelde het sociaal-economische leven van de stad zich langzaam.
In de naoorlogse periode (1950-1960) kreeg de stad een impuls voor ontwikkeling. Een scheepswerf, een scheepsreparatie- en mechanische fabriek werden gereviseerd, een schoenen-, naai- en borduurfabriek en de Gorodets-schilderfabriek werden gebouwd. Het pronkstuk van de stad was het Spartakstadion, toen een van de beste in de regio. Gedurende deze jaren begon de grootscheepse woningbouw, die later werd voortgezet.
In de jaren 1960-1980 werd het administratieve centrum van de stad in het gebied van het Proletarskaja-plein opnieuw gevormd (administratie, sociale en culturele instellingen, een school, kleuterschool, stadspark, warenhuizen, busstation, enz.).
De stimulans voor de heropleving van Gorodets als een kleine historische stad en een centrum van volksambachten was de jaarlijkse stadsdag. Deze wordt sinds 1984 gehouden in het eerste weekend van september (eerst op de tweede zondag, daarna op de tweede zaterdag van de maand).

Afbeeldingen
Gorodets-schilderkunst
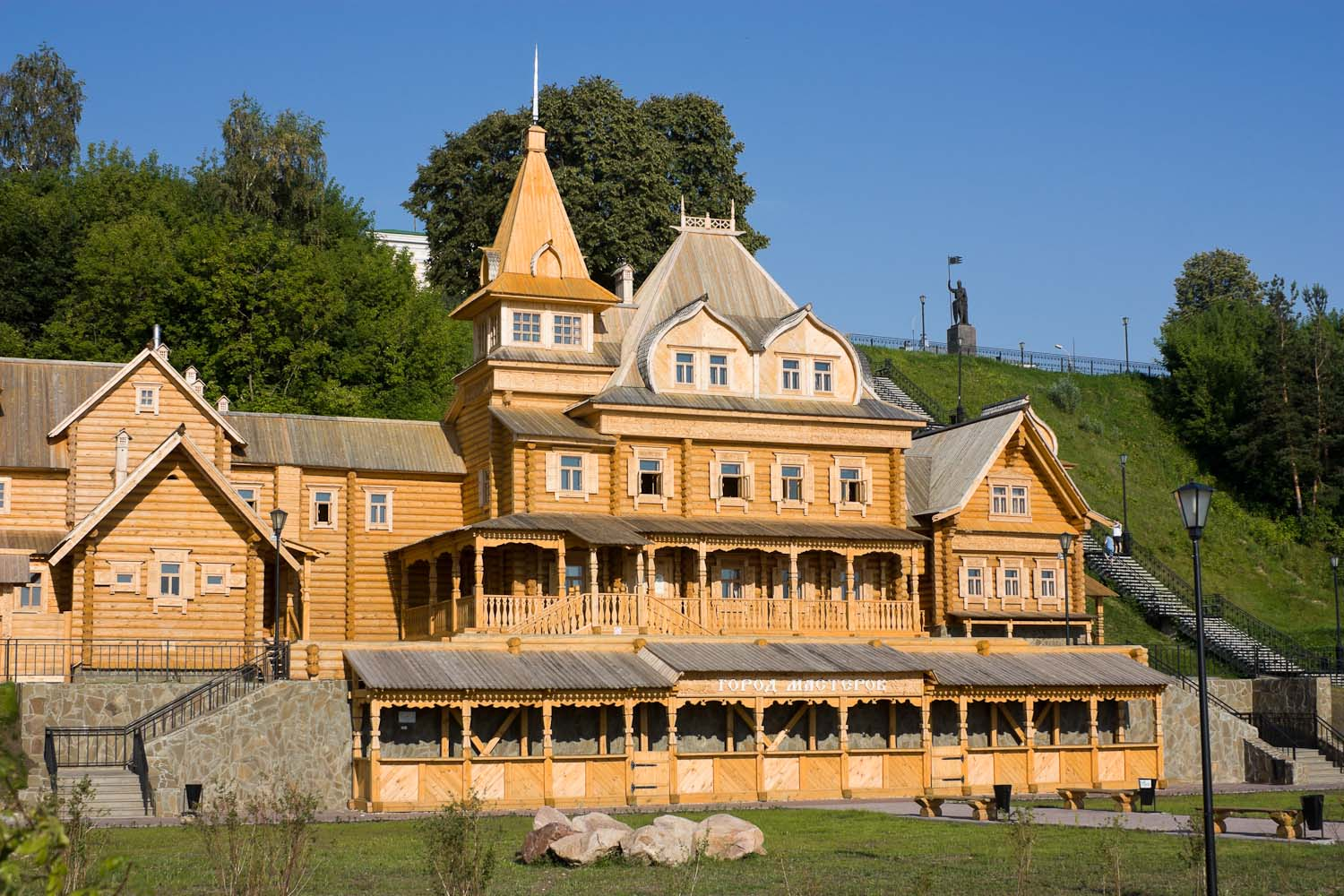
Stad van de meesters
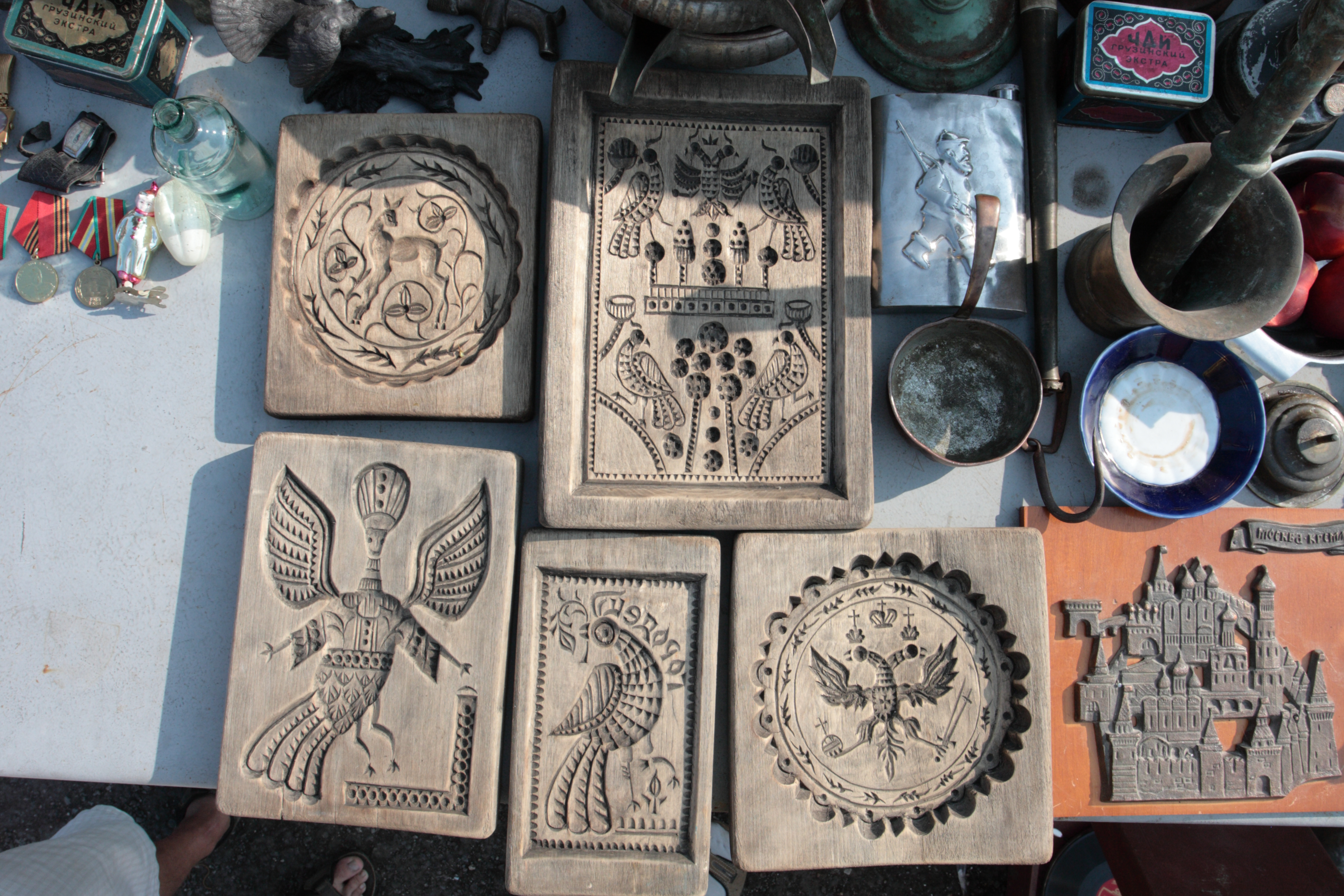
peperkoekvormen
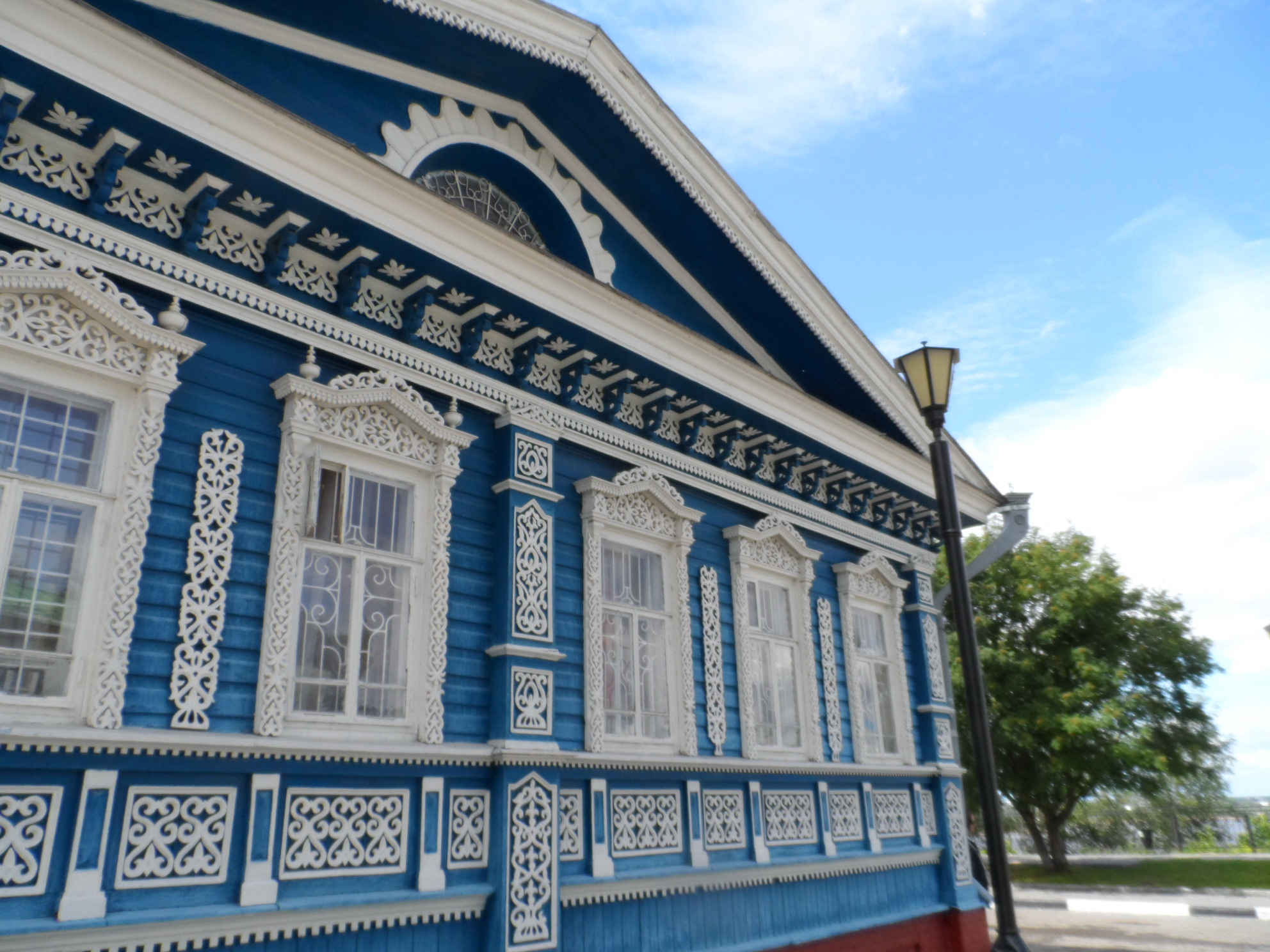
huis in Gorodets

- Library of Congress Control Number: n2004040501
- MusicBrainz: f3a0a106-0be6-4254-b4eb-485d55fe805f
- Nationale Bibliotheek van Israël: 987007471767605171
- Système universitaire de documentation: 148749364
- Virtual International Authority File: 151473319

Bestuurlijk centrum: Nizjni Novgorod

Arzamas · Balachna · Bogorodsk · Bor · Dzerzjinsk · Gorbatov · Gorodets · Knjaginino · Koelebaki · Kstovo · Loekojanov · Lyskovo · Navasjino · Oeren · Pavlovo · Perevoz · Pervomajsk · Sarov · Semjonov · Sergatsj · Sjachoenja · Tsjkalovsk · Vetloega · Volodarsk · Vorsma · Vyksa · Zavolzje